# Jordi Sans

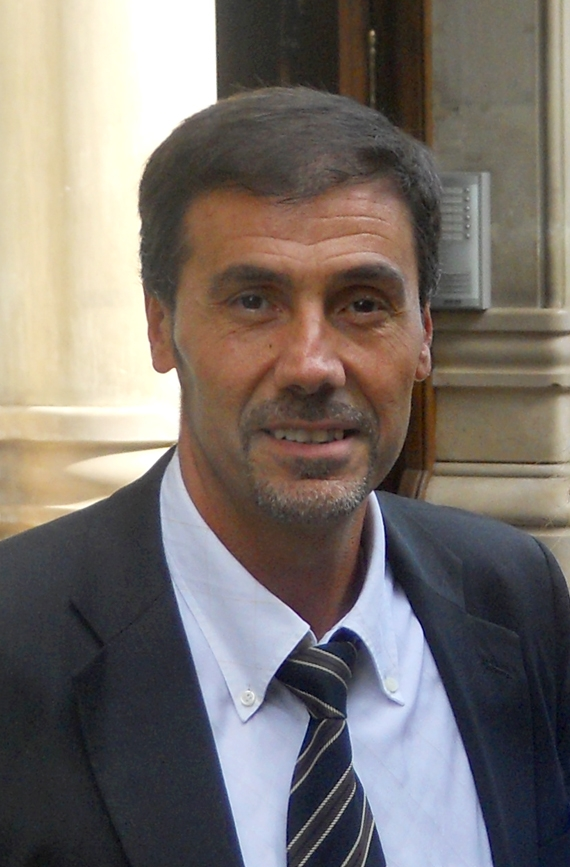
Jordi Sans (2010)

Jordi Sans Juan (spanisch) oder Jordi Sans i Juan (katalanisch) (* 3. August 1965 in Barcelona) ist ein ehemaliger spanischer Wasserballspieler. Mit der spanischen Nationalmannschaft wurde er Olympiasieger 1996 sowie Olympiazweiter 1992. Außerdem war er Weltmeister 1998 sowie Weltmeisterschaftszweiter 1991 und 1994.

## Karriere
Jordi Sans spielte immer in Barcelona. Er begann seine Karriere bei CN Montjuic. Von 1988 bis 1995 spielte er bei CE Mediterrani. Nach zwei Jahren bei CN Poble Nou und zwei Jahren bei CN Catalunya spielte er von 1999 bis 2004 bei CN Atlètic-Barceloneta. Nachdem er in den 1980er Jahren drei spanische Meistertitel mit Montjuic gewonnen hatte, folgten gegen Ende seiner Karriere drei weitere Meistertitel.
1984 waren bei den Olympischen Spielen in Los Angeles mit der sowjetischen Mannschaft und den Ungarn die beiden Finalisten der Weltmeisterschaft 1982 wegen des Olympiaboykotts nicht dabei. In der Vorrunde belegten die Spanier nur den zweiten Platz hinter dem Team aus den Vereinigten Staaten. Nach der Finalrunde standen die Jugoslawen als Olympiasieger vor dem US-Team fest, Bronze ging an die Mannschaft aus der Bundesrepublik Deutschland, während die Spanier den vierten Platz belegten. Jordi Sans wirkte in allen Spielen mit, warf aber kein Tor. Im Jahr darauf bei der Europameisterschaft in Sofia belegten die Spanier den sechsten Platz. 1986 bei der Weltmeisterschaft 1986 in Madrid erreichten die Spanier den fünften Platz. Bei seiner zweiten Olympiateilnahme 1988 in Seoul erkämpften die Spanier den sechsten Platz hinter den Australiern. Sans warf 13 Tore im Verlauf des Turniers. In der Platzierungsrunde beim 11:9 gegen die Italiener erzielte er allein vier Treffer.
Anfang 1991 fand im Rahmen der Schwimmweltmeisterschaften in Perth die Weltmeisterschaft 1991 statt. Die Spanier belegten in ihrer Vorrundengruppe den zweiten Platz hinter den Jugoslawen, erreichten aber mit zwei Siegen in der Zwischenrunde das Halbfinale. Nach einem 9:8-Sieg über die Ungarn verloren die Spanier im Finale mit 7:8 gegen die Jugoslawen. Im Sommer 1991 bei der Europameisterschaft in Athen erreichten die Spanier das Finale mit einem 13:8-Sieg über die letztmals antretende sowjetische Mannschaft. Im Finale siegten die Jugoslawen mit 11:10. 1992 war Barcelona Gastgeber der Olympischen Spiele. Die Spanier gewannen ihre Vorrundengruppe vor den Italienern, wobei der direkte Vergleich 9:9 endete. Die Spanier erreichten das Finale mit einem 6:4-Sieg gegen das Team aus den Vereinigten Staaten. Im Finale trafen die Spanier wieder auf die Italiener und diese gewannen mit 9:8. Es war die erste olympische Medaille für die spanischen Wasserballspieler überhaupt. Sans warf eins seiner acht Turniertore im Halbfinale.
1993 belegten die Spanier den dritten Platz bei der Europameisterschaft in Sheffield. Es siegten die Italiener vor den Ungarn. Bei der Weltmeisterschaft 1994 in Rom gewannen die Spanier ihre Vorrundengruppe vor den Kroaten, beide Teams erreichten auch das Halbfinale. Nach einem 9:6-Sieg über die russische Mannschaft unterlagen die Spanier im Finale den Italienern mit 5:10. Sans steuerte acht Turniertore bei. 1995 belegten die Spanier den fünften Platz bei der Europameisterschaft in Wien. Bei den Olympischen Spielen 1996 in Atlanta belegten die Spanier in der Vorrunde den dritten Platz hinter Ungarn und Jugoslawen. Im Viertelfinale besiegten sie das Team aus den Vereinigten Staaten mit 5:4 und im Halbfinale gewannen sie 7:6 gegen die Ungarn. Im Olympiafinale bezwangen die Spanier die kroatische Mannschaft mit 7:5. Sans warf während des Turniers sieben Tore, davon zwei im Finale.
1997 belegte die spanische Nationalmannschaft den fünften Platz bei der Europameisterschaft in Sevilla, nachdem die Mannschaft in der zweiten Verlängerung des Viertelfinalspiels gegen Jugoslawien verloren hatte. Die Weltmeisterschaft 1998 fand wie die Weltmeisterschaft 1991 in Perth statt. Die Spanier erreichten als Gewinner ihrer Vorrunden- und ihrer Zwischenrundengruppe das Halbfinale. Dort bezwangen sie die Jugoslawen mit 5:3, im Finale gewannen sie 6:4 gegen die Ungarn. Sans erzielte neun Tore, davon eines im Finale. 2000 beim olympischen Wasserballturnier in Sydney belegten die Spanier in der Vorrunde den dritten Platz hinter den Russen und den Italienern, gewannen aber im Viertelfinale mit 9:8 gegen Kroatien. Nach einem 7:8 im Halbfinale gegen die Russen verloren die Spanier auch das Spiel um den dritten Platz mit 3:8 gegen Serbien und Montenegro. Sans warf fünf Turniertore. Nach den Olympischen Spielen endete seine Laufbahn als Nationalspieler.
Der 1,80 Meter große Center ist einer von vier spanischen Wasserballspielern, die an fünf (oder mehr) Olympischen Spielen teilnahmen. Die anderen drei, Manuel Estiarte, Salvador Gómez und Jesús Miguel Rollán waren mit Jordi Sans Olympiasieger 1996 und Weltmeister 1998.
Jordis älterer Bruder Juan Sans war 1972 Olympiazehnter im Wasserball.